# Aeroportul Londra Stansted
Aeroportul Internațional Stansted (IATA: STN, ICAO: EGSS) (în engleză London Stansted Airport) este situat la aproximativ 50 km nord-est de Londra. Aeroportul operează, în principal, zboruri pentru companiile aeriene low-cost. Acesta este al patrulea cel mai aglomerat aeroport din Marea Britanie și al treilea din Londra.

## Traficul de pasageri
|  | Graficele sunt indisponibile din cauza unor probleme tehnice. Mai multe informații se găsesc la Phabricator și la wiki-ul MediaWiki. |

Vezi interogarea Wikidata.